# Роке Санта Крус
Вижте пояснителната страница за други личности с името Санта Крус.
Роке Луис Санта Крус Кантеро (на испански: Roque Luis Santa Cruz Cantero) e парагвайски футболист, който от лятото на 2016 г. e играч на Олимпия Асунсион. Роден е на 16 август 1981 г. в Асунсион, Парагвай.